# هفت کوه آتشفشانی
|  |  |  |  |
|  |  |  |  |
|  |  |  |  |

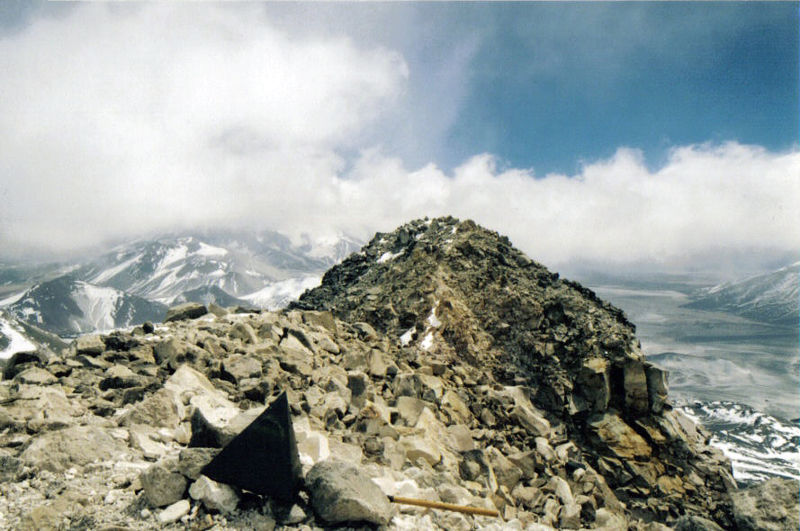
كوه اوخوس دل سالادو در كشور شيلي

هفت کوه آتشفشانی اصطلاحاً به هفت آتشفشانی گفته می‌شود که بیشترین ارتفاع را در هفت قاره جهان دارا هستند.

## لیست قله‌ها
| اوخوس دل سالادو | ۶٬۸۹۳ متر (۲۲٬۶۱۵ فوت) | ۳٬۷۰۰ متر (۱۲٬۱۳۹ فوت) | آمریکای جنوبی | آند                        | شیلی/ آرژانتین |
| کلیمانجارو      | ۵٬۸۹۵ متر (۱۹٬۳۴۱ فوت) | ۵٬۸۸۵ متر (۱۹٬۳۰۸ فوت) | آفریقا        | کلیمانجارو                 | تانزانیا       |
| دماوند          | ۵٬۶۱۰ متر (۱۸٬۴۰۶ فوت) | ۴٬۶۶۷ متر (۱۵٬۳۱۲ فوت) | آسیا          | البرز                      | ایران          |
| کوه البروس      | ۵٬۶۴۲ متر (۱۸٬۵۱۰ فوت) | ۴٬۷۴۱ متر (۱۵٬۵۵۴ فوت) | اروپا         | کوه‌های قفقاز               | روسیه          |
| اوریزابا        | ۵٬۶۳۶ متر (۱۸٬۴۹۱ فوت) | ۴٬۹۲۲ متر (۱۶٬۱۴۸ فوت) | آمریکای شمالی | کمربند آتشفشانی عرضی مکزیک | مکزیک          |
| کوه گیلووی      | ۴٬۳۶۸ متر (۱۴٬۳۳۱ فوت) | ۲٬۴۸۸ متر (۸٬۱۶۳ فوت)  | اقیانوسیه     | ارتفاعات جنوبی             | پاپوآ گینه نو  |
| کوه سیدلی       | ۴٬۲۸۵ متر (۱۴٬۰۵۸ فوت) | ۲٬۵۱۷ متر (۸٬۲۵۸ فوت)  | جنوبگان       | رشته‌کوه هیأت اجرایی        | -              |

†نکته: قله‌های کلیمانجارو و البروس علاوه بر هفت کوه آتشفشانی عضو هفت قله هم هستند.